# Еуфрозина Анђел
Ана - Еуфрозина Анђел или Ана - Хелена Анђел (?–1253), била је кнегиња Галиције и Волиније у браку са великим кнезом Романом Великим, 1199–1205. Била је намесница Кнежевине током малолетства свог сина Данијела Галичког од 1205. до 1214. године.

## Живот

### Младост
Била је ћерка византијског цара Исака II Анђела и Ирене Палеологине, ћерке Георгија Палеолога (према руском историчару Александру Мајорову). У Галицијско-Волинској хроници позната је једноставно као римска принцеза. Према Александру Мајорову, прва хроника (хроника Данила Галичког) је пре слична византијској него русинској историографији не случајно. Мајоров у својој лекцији покушава да докаже да не само хроника, већ и сам кнез има византијско порекло, што је мало вероватно пошто је он водио ратове против Кумана, који су се у то време привременом населили на граници са Византијом. Према другом руском историчару, Василију Пашуту, Ана је можда била ћерка неког богатог волинског бојара.

### Кнегиња
Удала се за кнеза Галиције и Волиније, Романа Великог.
Име Романове супруге је непознато. Претпостављало се да је име Ана на основу чињенице да је њен унук Мстислав Данилович основао цркву Светог Јоакима и Ане у Володимиру. Према читуљама Супраслског православног манастира и Кијевско-печерског манастира, њено друго име је било Хелена. Могуће је да је била ћерка Маргарете од Угарске (из династије Арпад), а не Ирене Палеолог.
Познато је да је кнез Роман Велики погинуо у бици код Завичоста 1205. године, вероватно журећи да помогне Филипу Швапском, који је био ожењен Анином сестром Иреном Анђел. Постојање односа између Филипа и Романа може се пратити чињеницом да је Роман забележен међу оснивачима Петерскирхе бенедиктинског манастира у Ерфурту из 12. века када је дао у добротворне сврхе 20 грзивна сребра.

### Кнегиња - намесница
Након смрти свог супруга 1205. године, постала је намесница свом сину током његовог малолетства. Успешно је склопила уговоре са Пољском, Мађарском и Литванијом, унапредила је трговину, али јој се противило племство. Бојари су је свргнули у државном удару и побегла је у Пољску.
Уз помоћ војске коју је послао угарски краљ Андрија, поново је преузела власт и намесништво. Ухапсила је бојаре који су јој се супротставили и одузела им имање. За време свог намесништва присајединила је Тихолм, Перемишљ и Володимир.
Године 1214. повукла се са положаја намеснице и предала је власт својим синовима.

### Позне године
Године 1219. постала је монахиња након што се њен старији син кнез Данијел Галички оженио ћерком Мстислава Смелог. Према Леониду Махновцу, удовица Романа Великог била је на сахрани свог унука Владимира Василковича 1288. године у Љубомљу, па је могуће да је убрзо умрла.